# Marko Lozo
Marko Lozo (Spalato, 12 luglio 1988) è un allenatore di calcio ed ex calciatore croato, di ruolo attaccante.

## Carriera

### Allenatore
Nell'ottobre 2018 prese la guida del Rudeš in sostituzione a Ivan Matić durante la militanza del club in Prva HNL, diventando così, a soli 30 anni, il più giovane tecnico della lega.
Nel dicembre dello stesso anno, dopo una sconfitta per 4-1 con l'Hajduk Spalato, è stato esonerato per non aver ottenuto nemmeno un punto in sette giornate alla guida del club.
Nel 2020 si è trasferito in Azerbaigian come vice di Željko Sopić. Nel marzo 2021 ha preso le redini del Međimurje in sostituzione di Davor Mladina. Viene sollevato dall'incarico dopo la pesante sconfitta del 15 maggio contro l'Hajduk Spalato II per 6-1. Nel marzo 2023 succede a Toni Golem la panchina del Solin per poi, il 18 settembre seguente, venir sollevato da tale incarico.